# Claudio Corioni

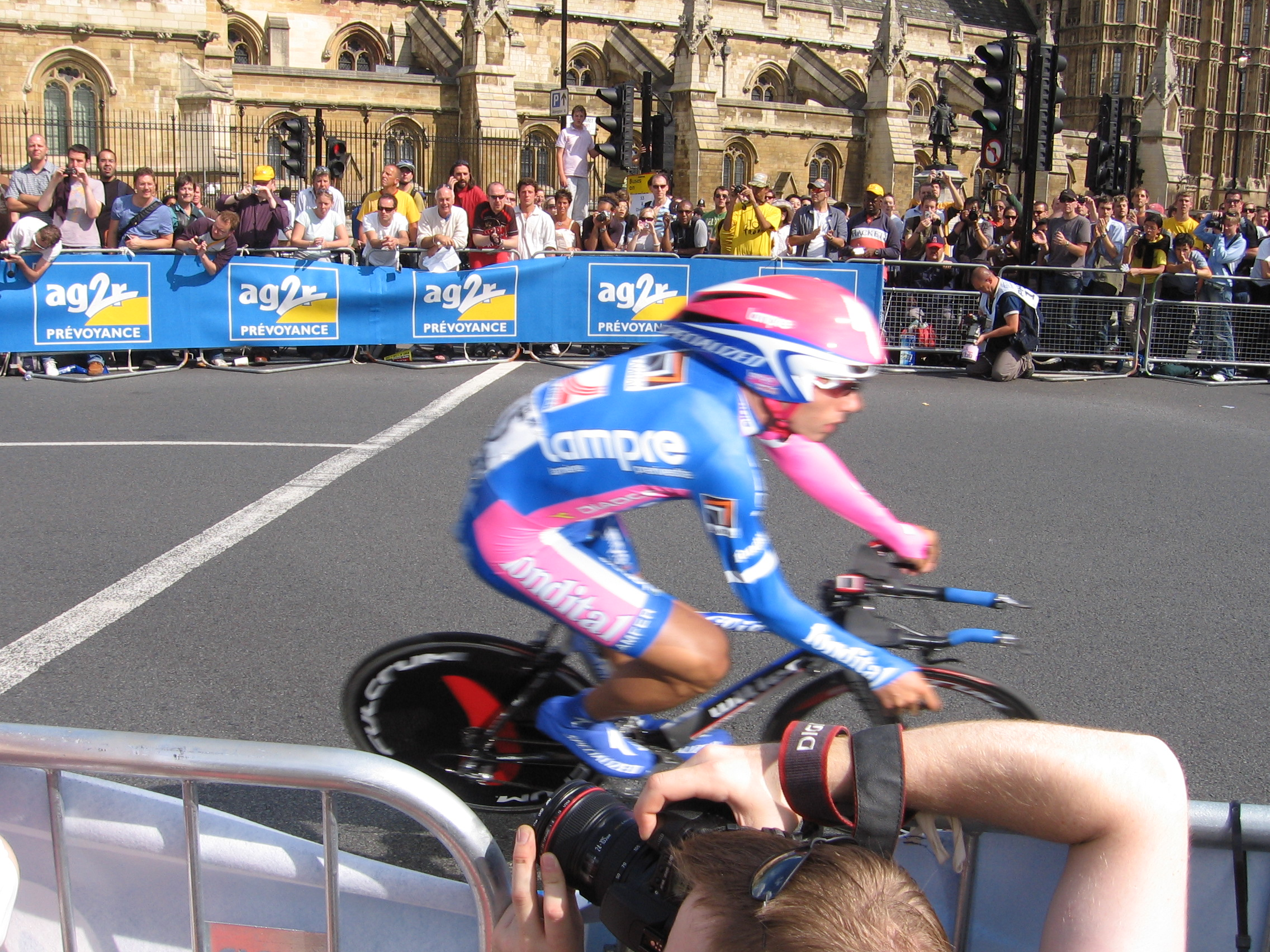
Claudio Corioni under prologen till 2007 års Tour de France

Claudio Corioni, född 26 december 1982 i Chiari, är en professionell italiensk tävlingscyklist. Corioni började cykla seriöst 1990. Claudio Corioni blev professionell 2005 med Fassa Bortolo. Men när det italienska stallet lade ned kontrakterades Corioni av UCI ProTour-stallet Lampre-Fondital, för vilka han fortsatt tävla med till och med årsskiftet 2008. Mellan 2008 och 2009 tävlade han för UCI ProTour-stallet Team Liquigas, innan han blev kontrakterad av De Rosa-Stac Plastic.

## Början
Claudio Corioni slutade tvåa på U23-tävlingen Trofeo Banca Popolare Piva under säsongen 2002. Ett år senare vann han Milano-Busseto. Han slutade tvåa på etapp 1 av den spanska tävlingen Bidasoa Itzulia bakom Arnaud Gérard innan han slutade trea på Trofeo Città di Brescia Memorial Rino Fiori bakom Roberto Savoldi och Mark Renshaw.
Under säsongen 2004 vann italienaren Giro del Belvedere och Trofeo Città di Brescia Memorial Rino Fiori. Han slutade på tredje plats på etapp 3 av den belgiska U23-tävlingen Triptyque des Barrages bakom Dmitrij Kozontjuk och Serge Pauwels. Han slutade också på tredje plats under GP Joseph Bruyère 2004 bakom Elia Rigotto och Dmitrij Kozontjuk. Senare under säsongen slutade Claudio Corioni på en andra plats när Flandern runt för U23-cyklister avgjordes. Italienaren Giovanni Visconti vann framför sin landsman.

## Karriär
Claudio Corioni blev professionell med Fassa Bortolo inför säsongen 2005. Under sitt år i Fassa Bortolo vann han den andra etappen på Settimana Catalana. Under tävlingen slutade han också tvåa på etapp 1 och 4. Under Katalonien runt slutade Corioni tvåa på etapp 2 bakom Enrico Gasparotto. Dagen därpå, på den tredje etappen, slutade italienaren trea bakom Pedro Horrillo och Thor Hushovd. Han körde också sin första Grand Tour, Tour de France 2005, men lämnade tävlingen under den sjätte etappen.
När säsongen 2006 närmade sig blev Claudio Corioni kontrakterad av Lampre-Fondital. Han slutade tvåa på Giro della Provincia di Lucca 2006 bakom spurtaren Alessandro Petacchi. På etapp 3 av Panne tredagars slutade han tvåa bakom Steven de Jongh. Han deltog i Vuelta a España 2006, men gjorde inga stora resultat under tävlingen. En nionde plats på etapp 21 blev italienarens bästa resultat under tävlingen.
Han stannade med Lampre-stallet även under säsongen 2007. Han slutade på en tredje plats på etapp 5 av Vuelta Ciclista a la Communidad Valenciana bakom sina landsmän Daniele Bennati och Alessandro Petacchi. Under året slutade han på sjunde plats på etapp 7 av Tour de France 2007 bakom Robert Hunter, Fabian Cancellara, Murilo Antonio Fischer, Filippo Pozzato, Alessandro Ballan och Paolo Bossoni. Han deltog också i Vuelta a España 2007.
Inför säsongen 2008 bytte Claudio Corioni stall till Team Liquigas. Tillsammans med Daniele Bennati, Valerio Agnoli, Enrico Franzoi, Filippo Pozzato, Manuel Quinziato, Ivan Santaromita, Gorazd Stangelj och Alessandro Vanotti hjälpte han till att vinna den första etappen, ett lagtempolopp, i Vuelta a España 2008.

## Meriter
2002
3:a, Trofeo Banca Popolare Piva, U23
2003
Milano-Busseto
2:a, etapp 1, Bidasoa Itzulia
3:a, Trofeo Città di Brescia Memorial Rino Fiori
2004
Giro del Belvedere
Trofeo Città di Brescia Memorial Rino Fiori
2:a, Flandern runt, U23
3:a, etapp 4, Triptyque des Barrages, U23
3:a, GP Joseph Bruyère (BEL)
2005
Etapp 2, Settimana Catalana
Poängtävlingen
2:a, etapp 1, Settimana Catalana
etapp 4
2:a, etapp 2, Katalonien runt
3:a, etapp 3, Katalonien runt
2006
2:a, Giro della Provincia di Lucca
2:a, etapp 3, Panne tredagars
2007
3:a, etapp 5, Vuelta Ciclista a la Communidad Valenciana

## Stall
- 2005 Fassa Bortolo
- 2006-2007 Lampre-Fondital
- 2008-2009 Team Liquigas
- 2010 De Rosa-Stac Plastic